# Åke Lilliestam
Åke Lars Wilhelm Lilliestam, född den 23 oktober 1925 i Malmö, död den 7 januari 2023 i Hjo, var en svensk biblioteksman och bibliograf.
Lilliestam avlade studentexamen 1944, filosofie kandidatexamen vid Göteborgs högskola 1948 och filosofie licentiatexamen där 1952. Under sina studieår var Lilliestam aktiv i Göteborgs socialdemokratiska studentförening. Han blev amanuens vid Riksdagsbiblioteket 1952 och vid Kungliga Biblioteket 1953, bibliotekarie där 1956 och förste bibliotekarie 1963(–1983). Lilliestam disputerade vid Göteborgs universitet 1960 över doktorsavhandlingen Gustaf Steffen, samhällsteoretiker och idépolitiker och promoverades samma år till filosofie doktor. Han var chef för Humanistiska biblioteket vid Stockholms universitet 1965–1971, biblioteksråd vid Göteborgs universitetsbibliotek 1983–1986 och överbibliotekarie vid Karolinska institutet 1986–1990. Lilliestam var sekreterare i Statens humanistiska forskningsråd  1965–1972 och redaktör för Personhistorisk tidskrift 1973–1980. Han utgav bibliografier över Christian Callmers, Sten Carlssons,  Alf Ahlbergs, Gösta Fröbärjs, Sten G. Lindbergs och Lars Gyllenstens tryckta skrifter och medverkade med artiklar i biografiska uppslagsverk som Svenskt Biografiskt Lexikon och uppsatser i idé- och personhistoriska ämnen. Lilliestam invaldes som ledamot av Samfundet för utgivande av handskrifter rörande Skandinaviens historia 1976.